# Uroleucon hieracicola
Uroleucon hieracicola är en insektsart. Uroleucon hieracicola ingår i släktet Uroleucon och familjen långrörsbladlöss. Inga underarter finns listade i Catalogue of Life.